# Djanides

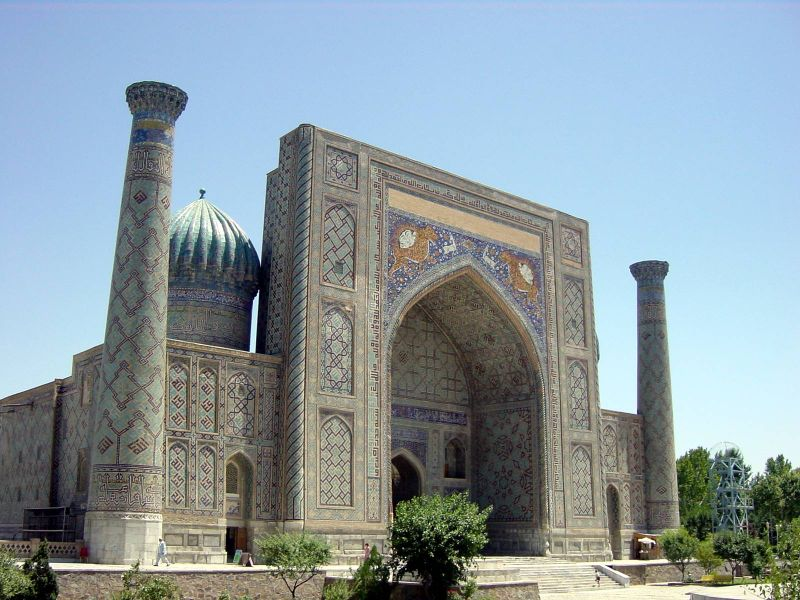
Médersa Cher-Dor du Registan de Samarcande

 Les Djanides ou Astrakhanides sont une dynastie astrakhanide des descendants de Djan, prince de la dynastie gengiskhanide d'Astrakhan chassée par les Russes en 1555, lui-même descendant de Djötchi.
Les Djanides ont régné sur le khanat de Boukhara de 1599 à 1785 après avoir destitué les autres descendants de Djötchi, la dynastie ouzbek des Chaybanides.

## Histoire
En 1599, les Moscovites enlèvent le khanat d'Astrakhan. Le khan et son fils, le prince Djan, se réfugient à Boukhara auprès d'Abu'l Khayride Iskender. Le prince Djan, qui a perdu son héritage, épouse la fille de hôte. En 1599, la dynastie régnante s'éteint avec Abd al-Munin, par défaut d'enfant mâle. La nouvelle dynastie est dite astrakhanide, parce qu'elle est originaire d'Astrakhan, ou djanide, par ce qu'elle est issue de Djan. Elle règne sur la majeure partie de la Transoxiane.
Au XVIIe siècle les membres de la dynastie construisent deux des trois madrasa de la place du Registan à Samarcande, celle de Cher-Dor et Tilla Qari (en 1646 et 1660).